# Liste der Torschützenkönige der Scottish Football League
Die folgende Liste beinhaltet alle Torschützenkönige der Scottish Football League
von ihrer Gründung im Jahr 1890 bis zu ihrer Umwandlung in eine unterklassige Ligastruktur und Fortsetzung der höchsten Spielklasse als Scottish Premier League im Sommer 1998. (siehe dazu: Liste der Torschützenkönige der Scottish Premier League und Liste der Torschützenkönige der Scottish Premiership.)

## Rekorde
Robert Hamilton von den Glasgow Rangers gewann die Torjägerkrone insgesamt sechsmal und ist somit der Rekordgewinner dieser Trophäe. Bevor er in den Spielzeiten 1903/04 und 1904/05 noch zweimal Toptorjäger war, war er zwischen 1897/98 und 1900/01 viermal in Folge Torschützenkönig, was einen weiteren Rekord darstellt, der erst in der neuen Scottish Premier League von dem schwedischen Stürmer Henrik Larsson eingestellt wurde, der zwischen 2001/02 und 2003/04 viermal in Folge Torschützenkönig der Scottish Premier League war.
An zweiter Stelle folgt James Quinn vom Erzrivalen Celtic, der insgesamt viermal die Torjägerkrone gewann und zwischen 1904/05 und 1906/07 dreimal in Folge. Außerdem gewann nur noch Lawrie Reilly vom Hibernian FC zwischen 1950/51 und 1952/53 die Torjägerkrone dreimal in Folge und ist somit der einzige Spieler, dem dieses Kunststück nach dem Zweiten Weltkrieg gelang. Weitere fünf Spieler waren insgesamt dreimal Torschützenkönig.
Tommy Coyne war der einzige von ihnen, dem dies mit unterschiedlichen Mannschaften gelang: 1987/88 gewann er die Torjägerkrone in Reihen des FC Dundee, 1990/91 mit Celtic und 1994/95 mit dem FC Motherwell. Auch von den nicht wenigen Spielern, die immerhin zweimal die Torjägerkanone gewannen, war Charles Nicholas (1982/83 mit Celtic und 1988/89 mit dem FC Aberdeen) der einzige, dem dies mit unterschiedlichen Mannschaften gelang.
Die meisten Tore in einer Saison erzielte Willie MacFadyen 1931/32 mit 52 Treffern, gefolgt von Jimmy McGrory, der es in der Saison 1935/36 auf 50 Treffer brachte.
| Saison    | Name                           | Mannschaft                          | Tore |
| --------- | ------------------------------ | ----------------------------------- | ---- |
| 1890/91   | Jack Bell                      | FC Dumbarton                        | 20   |
| 1891/92   | Jack Bell                      | FC Dumbarton                        | 23   |
| 1892/93   | Johnny Campbell Sandy McMahon  | Celtic Glasgow                      | 11   |
| 1893/94   | Sandy McMahon                  | Celtic Glasgow                      | 16   |
| 1894/95   | James Miller                   | FC Clyde                            | 12   |
| 1895/96   | Allan Martin                   | Celtic Glasgow                      | 19   |
| 1896/97   | William Taylor                 | Heart of Midlothian                 | 12   |
| 1897/98   | Robert Hamilton                | Glasgow Rangers                     | 19   |
| 1898/99   | Robert Hamilton                | Glasgow Rangers                     | 25   |
| 1899/1900 | Robert Hamilton Willie Michael | Glasgow Rangers Heart of Midlothian | 15   |
| 1900/01   | Robert Hamilton                | Glasgow Rangers                     | 20   |
| 1901/02   | William Maxwell                | Third Lanark                        | 10   |
| 1902/03   | David Reid                     | Hibernian Edinburgh                 | 14   |
| 1903/04   | Robert Hamilton                | Glasgow Rangers                     | 28   |
| 1904/05   | Robert Hamilton Jimmy Quinn    | Glasgow Rangers Celtic Glasgow      | 19   |
| 1905/06   | Jimmy Quinn                    | Celtic Glasgow                      | 22   |
| 1906/07   | Jimmy Quinn                    | Celtic Glasgow                      | 27   |
| 1907/08   | John Simpson                   | FC Falkirk                          | 33   |
| 1908/09   | John B. Hunter                 | FC Dundee                           | 28   |
| 1909/10   | Jimmy Quinn                    | Celtic Glasgow                      | 25   |
| 1910/11   | William Reid                   | Glasgow Rangers                     | 38   |
| 1911/12   | William Reid                   | Glasgow Rangers                     | 33   |
| 1912/13   | James Reid                     | Airdrieonians FC                    | 30   |
| 1913/14   | James Reid                     | Airdrieonians FC                    | 27   |
| 1914/15   | Thomas Gracie James Richardson | Heart of Midlothian Ayr United      | 29   |
| 1915/16   | Jimmy McColl                   | Celtic Glasgow                      | 34   |
| 1916/17   | Bert Yarnall                   | Airdrieonians FC                    | 39   |
| 1917/18   | Hugh Ferguson                  | FC Motherwell                       | 35   |
| 1918/19   | David McLean                   | Glasgow Rangers                     | 29   |
| 1919/20   | Hugh Ferguson                  | FC Motherwell                       | 33   |
| 1920/21   | Hugh Ferguson                  | FC Motherwell                       | 43   |
| 1921/22   | Duncan Walker                  | FC St. Mirren                       | 45   |
| 1922/23   | John White                     | Heart of Midlothian                 | 30   |
| 1923/24   | David Halliday                 | FC Dundee                           | 38   |
| 1924/25   | William Devlin                 | FC Cowdenbeath                      | 33   |
| 1925/26   | William Devlin                 | FC Cowdenbeath                      | 40   |
| 1926/27   | Jimmy McGrory                  | Celtic Glasgow                      | 49   |
| 1927/28   | Jimmy McGrory                  | Celtic Glasgow                      | 47   |
| 1928/29   | Evelyn Morrison                | FC Falkirk                          | 43   |
| 1929/30   | Benny Yorston                  | FC Aberdeen                         | 38   |
| 1930/31   | Barney Battles                 | Heart of Midlothian                 | 44   |
| 1931/32   | Willie MacFadyen               | FC Motherwell                       | 52   |
| 1932/33   | Willie MacFadyen               | FC Motherwell                       | 45   |
| 1933/34   | Jimmy Smith                    | Glasgow Rangers                     | 41   |
| 1934/35   | Jimmy Smith                    | Glasgow Rangers                     | 38   |
| 1935/36   | Jimmy McGrory                  | Celtic Glasgow                      | 50   |
| 1936/37   | David Wilson                   | Hamilton Academical                 | 34   |
| 1937/38   | Andy Black                     | Heart of Midlothian                 | 40   |
| 1938/39   | Alex Venters                   | Glasgow Rangers                     | 35   |
| 1946/47   | Bobby Mitchell                 | Third Lanark                        | 22   |
| 1947/48   | Archie Aikman                  | FC Falkirk                          | 20   |

| Saison  | Name                          | Mannschaft                          | Tore |
| ------- | ----------------------------- | ----------------------------------- | ---- |
| 1948/49 | Alex Stott                    | FC Dundee                           | 30   |
| 1949/50 | Willie Bauld                  | Heart of Midlothian                 | 30   |
| 1950/51 | Lawrie Reilly                 | Hibernian Edinburgh                 | 22   |
| 1951/52 | Lawrie Reilly                 | Hibernian Edinburgh                 | 27   |
| 1952/53 | Charlie Fleming Lawrie Reilly | FC East Fife Hibernian Edinburgh    | 30   |
| 1953/54 | Jimmy Wardhaugh               | Heart of Midlothian                 | 27   |
| 1954/55 | Willie Bauld                  | Heart of Midlothian                 | 21   |
| 1955/56 | Jimmy Wardhaugh               | Heart of Midlothian                 | 28   |
| 1956/57 | Hugh Baird                    | Airdrieonians FC                    | 33   |
| 1957/58 | Jimmy Murray Jimmy Wardhaugh  | Heart of Midlothian                 | 28   |
| 1958/59 | Joe Baker                     | Hibernian Edinburgh                 | 25   |
| 1959/60 | Joe Baker                     | Hibernian Edinburgh                 | 42   |
| 1960/61 | Alex Harley                   | Third Lanark                        | 42   |
| 1961/62 | Alan Gilzean                  | FC Dundee                           | 24   |
| 1962/63 | Jimmy Millar                  | Glasgow Rangers                     | 27   |
| 1963/64 | Alan Gilzean                  | FC Dundee                           | 32   |
| 1964/65 | Jim Forrest                   | Glasgow Rangers                     | 30   |
| 1965/66 | Alex Ferguson Joe McBride     | Dunfermline Athletic Celtic Glasgow | 31   |
| 1966/67 | Stevie Chalmers               | Celtic Glasgow                      | 21   |
| 1967/68 | Bobby Lennox                  | Celtic Glasgow                      | 32   |
| 1968/69 | Kenny Cameron                 | Dundee United                       | 26   |
| 1969/70 | Colin Stein                   | Glasgow Rangers                     | 24   |
| 1970/71 | Harry Hood                    | Celtic Glasgow                      | 22   |
| 1971/72 | Joe Harper                    | FC Aberdeen                         | 33   |
| 1972/73 | Alan Gordon                   | Hibernian Edinburgh                 | 27   |
| 1973/74 | John Deans                    | Celtic Glasgow                      | 26   |
| 1974/75 | Andy Gray Willie Pettigrew    | Dundee United FC Motherwell         | 20   |
| 1975/76 | Kenny Dalglish                | Celtic Glasgow                      | 24   |
| 1976/77 | Willie Pettigrew              | FC Motherwell                       | 21   |
| 1977/78 | Derek Johnstone               | Glasgow Rangers                     | 25   |
| 1978/79 | Andy Ritchie                  | Greenock Morton                     | 22   |
| 1979/80 | Douglas Somner                | FC St. Mirren                       | 25   |
| 1980/81 | Frank McGarvey                | Celtic Glasgow                      | 23   |
| 1981/82 | George McCluskey              | Celtic Glasgow                      | 21   |
| 1982/83 | Charlie Nicholas              | Celtic Glasgow                      | 29   |
| 1983/84 | Brian McClair                 | Celtic Glasgow                      | 23   |
| 1984/85 | Frank McDougall               | FC Aberdeen                         | 22   |
| 1985/86 | Alistair McCoist              | Glasgow Rangers                     | 24   |
| 1986/87 | Brian McClair                 | Celtic Glasgow                      | 35   |
| 1987/88 | Tommy Coyne                   | FC Dundee                           | 33   |
| 1988/89 | Mark McGhee Charlie Nicholas  | Celtic Glasgow FC Aberdeen          | 16   |
| 1989/90 | John Robertson                | Heart of Midlothian                 | 17   |
| 1990/91 | Tommy Coyne                   | Celtic Glasgow                      | 18   |
| 1991/92 | Alistair McCoist              | Glasgow Rangers                     | 34   |
| 1992/93 | Alistair McCoist              | Glasgow Rangers                     | 34   |
| 1993/94 | Mark Hateley                  | Glasgow Rangers                     | 22   |
| 1994/95 | Tommy Coyne                   | FC Motherwell                       | 16   |
| 1995/96 | Pierre van Hooijdonk          | Celtic Glasgow                      | 26   |
| 1996/97 | Jorge Cadete                  | Celtic Glasgow                      | 25   |
| 1997/98 | Marco Negri                   | Glasgow Rangers                     | 32   |